# Hypopyra pulverulenta
Hypopyra pulverulenta är en fjärilsart som beskrevs av George Francis Hampson 1913. Hypopyra pulverulenta ingår i släktet Hypopyra och familjen nattflyn. Inga underarter finns listade i Catalogue of Life.